# John Patrick Shanley
John Patrick Shanley est un dramaturge, scénariste, producteur de cinéma et réalisateur américain né à New York le 3 octobre 1950.

## Biographie
Natif du quartier du Bronx, John Patrick Shanley y grandit et y fréquente l'école catholique. Après avoir suivi des études supérieures à la New York University, il se fait connaître grâce à sa première pièce publiée Danny and the Deep Blue Sea, en 1983. Puis, en 1987, il connaît le succès avec son second scénario pour le cinéma : Éclair de lune, pour lequel il remporte l'Oscar du meilleur scénario.
En 1990, il réalise son premier film Joe contre le volcan, avec Tom Hanks et Meg Ryan.
Parallèlement à sa carrière de dramaturge, il continue de travailler comme scénariste pour le cinéma en adaptant le livre de Piers Paul Read, Les Survivants, au cinéma, puis sur l'adaptation de Congo, roman de Michael Crichton. Le film, sorti en 1995, connaît un succès commercial, mais les critiques sont plus que mitigés et vaut à Shanley une nomination au Razzie Award dans la catégorie mauvais scénario.
Puis il prend ses distances avec le cinéma durant quelques années, préférant se consacrer en écrivant des pièces de théâtre, avant de refaire un retour à Hollywood, participant à l'adaptation d'En direct de Bagdad, pour la chaîne HBO, qui parle du traitement de l'information par les journalistes de CNN durant la Guerre du Golfe. La même année, sa pièce Danny and the Deep Blue Sea est adaptée au cinéma par John Pepper avec son film Papillons de nuit.
Sa pièce Doute (2005) remporte de nombreux prix, dont le Prix Pulitzer. En 2008, John Patrick Shanley, se charge lui-même d'adapter au cinéma sa pièce Doute. Pour sa seconde réalisation, qui a pour sujet l'accusation de pédophilie contre un prêtre dans une école catholique, Shanley dirige Meryl Streep, Philip Seymour Hoffman et Amy Adams.
Succès publique et critique, il est nommé cinq fois aux Oscars.

## Filmographie

### Comme réalisateur
- 1990 : Joe contre le volcan (Joe Versus the Volcano)
- 2008 : Doute (Doubt)
- 2020 : Amours irlandaises (Wild Mountain Thyme)

### Comme scénariste
- 1987 : Five Corners, de Tony Bill
- 1987 : Éclair de lune (Moonstruck), de Norman Jewison
- 1989 : Calendrier meurtrier (The January Man), de Pat O'Connor
- 1990 : Joe contre le volcan (Joe Versus the Volcano), de John Patrick Shanley
- 1993 : Les Survivants (Alive), de Frank Marshall
- 1993 : Danny i Roberta (TV), de Mercè Vilaret (d'après sa pièce)
- 1993 : Les Quatre Dinosaures et le Cirque magique  (We're Back! A Dinosaur's Story), de Phil Nibbelink, Simon Wells, Dick et Ralph Zondag
- 1995 : Congo, de Frank Marshall
- 2002 : Papillons de nuit, de John Pepper (d'après son livre et sa pièce Danny and the Deep Blue Sea)
- 2008 : Doute (Doubt), de John Patrick Shanley
- 2020 : Amours irlandaises (Wild Mountain Thyme), de John Patrick Shanley

### Acteur
- 1988 : Izzy et Sam (Crossing Delancey), de Joan Micklin Silver : Celebrity Party Guest

## Théâtre
- Welcome to the Moon (1982)
- Danny and the Deep Blue Sea (1983)
- Savage In Limbo (1984)
- The Dreamer Examines His Pillow (1985)
- Italian American Reconciliation (1986)
- Women of Manhattan (1986)
- All For Charity (1987)
- Italian American Reconciliation (1988)
- The Big Funk (1990)
- Beggars in the House of Plenty (1991)
- What Is This Everything? (1992)
- Kissing Christine (1995)
- Missing Marisa (1995)
- Four Dogs and a Bone (1993)
- The Wild Goose (1995)
- Psychopathia Sexualis (1998)
- Where's My Money? (2001)
- Cellini (2001)
- Dirty Story (2003)
- Doubt: A Parable (2004)
- Sailor's Song (2004)
- Defiance (2005)
- Romantic Poetry (2007) - coécrit avec Henry Krieger
- Outside Mullingar (2014)
- Prodigal Son (2016)

## Distinctions

### Récompenses
- 1988 : Oscar du meilleur scénario pour Éclair de lune (Moonstruck)
- 1988 : WGA Award du meilleur scénario pour un film pour Éclair de lune (Moonstruck)
- 1989 : Independent Spirit Awards du meilleur scénario pour Five Corners
- 2004 : Prix Pulitzer de la meilleure pièce - Drame pour Doubt : A Parable
- 2008 : Hollywood Film Festival du réalisateur de l'année et du scénariste de l'année

### Nominations
- 1995 : Razzie Award du mauvais scénario pour Congo
- 2008 : Satellite Award du meilleur scénario adapté pour Doute (Doubt)
- 2008 : WGA Award du meilleur scénario adapté pour Doute (Doubt)
- 2009 : Oscar du meilleur scénario adapté pour Doute (Doubt)